# Dasymallomyia klapperichi
Dasymallomyia klapperichi là một loài ruồi trong họ Limoniidae. Chúng phân bố ở miền Cổ bắc.